# 山本秀祐
山本秀祐（やまもと　ひですけ、1906年8月17日 - 1981年10月27日）は、日本の工業技術者、実業家。富士工業所(現フジコー)創業者。
福岡県出身。明治専門学校（現九州工業大学）工学部冶金工学科卒業。当時、修理不可能と言われた溶損した鋳型の修理に世界で初めて成功し、事業化する。「特殊鋳かけ肉盛法」の技術開発が認められ、黄綬褒章を受章した。

## 略歴
- 1906年-8月17日福岡県宗像町(現宗像市)生まれ
- 1929年-明治専門学校（現九州工業大学）冶金工学科卒業、中山悦治商店(現中山製鋼所)入社、半年後召集で入営
- 1932年-呉海軍工廠製鋼部に移籍、2年後工場稼働の責任者
- 1940年-林兼重工業へ移籍、翌年3度目の応召
- 1942年-林兼重工業へ復職、工場長、4度目の応召でスマトラ(インドネシア)へ
- 1946年-復員、実兄が経営する山本工作所へ移籍、後に専務取締役
- 1952年-富士工業所(現フジコー)を創業、溶接による鋼塊鋳型復元技術を開発
- 1955年-耐摩耗性の高い「特殊鋳かけ肉盛法」の開発
- 1966年-黄綬褒章(鋼塊鋳型の修理法(特殊鋳かけ肉盛法))
- 1967年-連続鋳かけ肉盛溶接を開発、業容拡大
- 1971年-発明協会より全国発明表彰
- 1974年-岡山県に山陽工場を建設して超高速肉盛法を事業化
- 1978年-日本溶接協会賞｢貢献賞｣
- 1981年-10月27日逝去(享年75)

## 参考資料
- 株式会社フジコー